# Drosophila zophea
Drosophila zophea este o specie de muște din genul Drosophila, familia Drosophilidae, descrisă de Tsacas în anul 2004. Conform Catalogue of Life specia Drosophila zophea nu are subspecii cunoscute.